# Quintino Rodrigues
Pour les articles homonymes, voir Rodrigues.
Quintino Rodrigues, de son nom complet Quintino Fernandes Rodrigues Silva né le 1er janvier 1971 à Vila Nova de Gaia, est un coureur cycliste portugais, professionnel entre 1992 et 2004.

## Palmarès

### Palmarès année par année
- 1993
  - 12e étape du Tour du Portugal
  - 3e du Grand Prix International de Torres Vedras-Trophée Joaquim Agostinho
- 1994
  - 4e étape du Tour de Pologne
- 1995
  - 3e étape du Rapport Toer
  - Tour du Portugal de l'Avenir
  - Prologue du Tour du Portugal (contre-la-montre par équipes)
  - 8e étape du Tour de Pologne
  - 2e du Tour du Portugal
  - 3e du Grand Prix Jornal de Notícias
- 1997
  - 4eb étape du Tour du Poitou-Charentes
- 1999
  - Porto-Lisbonne

### Résultats sur les grands tours

#### Tour d'Italie
2 participations
- 1995 : 41e
- 1996 : 78e

#### Tour d'Espagne
2 participations
- 1994 : 62e
- 1999 : 70e